# Districte Federal de l'Extrem Orient
El Districte Federal de l'Extrem Orient (en rus Дальневосточный федеральный округ, Dalnevostotxni federalni ókrug) és un dels nou districtes federals de Rússia.
Tal com diu el seu nom, geogràficament ocupa l'extrem oriental de la Federació Russa, en concret la part est de Sibèria. És el més extens de tots els districtes federals russos (6.215.900 km²) i, alhora, el segon menys poblat (6.692.865 habitants segons el cens del 2002), només per davant del Districte Federal de Crimea que fou creat el març de l'any 2014. La seu administrativa és a la ciutat de Khabàrovsk.
Es va establir el 18 de maig del 2000. El Delegat Presidencial del districte federal és Iuri Trútnev.

## Subjectes federals
El Districte Federal de l'Extrem Orient comprèn 9 subjectes federals:
1. Óblast de l'Amur

Subjectes federals del Districte Federal de l'Extrem Orient

2. Província Autònoma dels Hebreus
3. Krai de Kamtxatka
4. Óblast de Magadan
5. Krai de Primórie
6. República de Sakhà (Iacútia)
7. Óblast de Sakhalín
8. Krai de Khabàrovsk
9. Districte Autònom de Txukotka